# أمريكا البريطانية
أمريكا البريطانية (بالإنجليزية:British America) ، هي مقاطعة في قارة أمريكا الشمالية تمتد من شرق كندا وشرق الولايات المتحدة وأجزاء صغيرة من الجزر في أمريكا الوسطى، بدأت الحكم البريطاني في قارة أمريكا الشمالية عام 1607 ، وانتهت سنة 1783 بعد حرب الاستقلال , والذي بموجبه تسليم أراضي الولايات المتحدة إلى الأمريكيين.

## اقرأ أيضاً
- حرب الاستقلال الأمريكية
- بريطانيا العظمى
- جورج واشنطن